# エリカ・モントーヤ
エリカ・モントーヤ（Erica Montoya、1984年12月20日 - ）は、アメリカ合衆国カリフォルニア州ロサンゼルスサンペドロ出身の女性ブラジリアン柔術家、総合格闘家。ネクスト・ジェネレーション・ファイティング・アカデミー所属。
クリス・ブレナンの弟子。

## 来歴
12歳でブラジリアン柔術を始める。
1999年1月4日、総合格闘技デビュー。
2000年、世界柔術選手権（ムンジアル）青帯の部で優勝を果たした。
2002年6月26日、AX Vol.4で初来日し、桜井亜矢と対戦。腕ひしぎ十字固めで一本勝ちを収めた。
2003年1月24日、修斗で虎島尚子と対戦し、腕ひしぎ十字固めで一本勝ちを収めた。試合後には「星野育蒔と戦いたい」とコメントした。
2003年5月11日、全日本女子プロレス「創立35周年記念大会 The Future」でプロレスラー藤井巳幸と対戦し、三角絞めで一本勝ちを収めた。
2003年9月、カリフォルニア州立アーバイン大学に入学。
2003年11月14日、SHOOTO - Warrior Spirit: Evolutionでジェイミー・リンと対戦予定であったが、リンが控室で負傷し中止となった。
2004年8月5日、スマックガールで辻結花とSGS特別ルール（グラウンド顔面パンチ有り・グラウンド時間制限なし）で対戦し、腕ひしぎ十字固めで一本負け。
2005年5月、アブダビコンバット女子60kg未満級に出場。1回戦でキーラ・グレイシーに敗れた。
2005年6月28日、スマックガール初代ミドル級王座決定トーナメント1回戦で真武和恵と対戦予定であったが、脚の負傷により欠場となった。

## 戦績

### 総合格闘技
| 総合格闘技 戦績 | 総合格闘技 戦績 | 総合格闘技 戦績 | 総合格闘技 戦績 | 総合格闘技 戦績 | 総合格闘技 戦績 | 総合格闘技 戦績 |
| --------------- | --------------- | --------------- | --------------- | --------------- | --------------- | --------------- |
| 8 試合          | (T)KO           | 一本            | 判定            | その他          | 引き分け        | 無効試合        |
| 6 勝            | 0               | 5               | 1               | 0               | 0               | 0               |
| 2 敗            | 0               | 1               | 1               | 0               | 0               | 0               |

| 勝敗 | 対戦相手     | 試合結果                 | 大会名                                              | 開催年月日    |
| ×    | 藤井惠       | 5分3R終了 判定0-3        | HOOKnSHOOT: Evolution                               | 2004年11月6日 |
| ×    | 辻結花       | 3R 4:00 腕ひしぎ十字固め | SMACKGIRL 2004 〜聖地凱旋〜                         | 2004年8月5日  |
| ○    | 藤井巳幸     | 1R 1:36 三角絞め         | 全日本女子プロレス「創立35周年記念大会 The Future」 | 2003年5月11日 |
| ○    | 虎島尚子     | 2R 4:50 腕ひしぎ十字固め | 修斗                                                | 2003年1月24日 |
| ○    | 桜井亜矢     | 2R 2:55 腕ひしぎ十字固め | AX Vol.4                                            | 2002年6月26日 |
| ○    | Ruth Mejia   | 1R 2:32 腕ひしぎ十字固め | HOOKnSHOOT: Revolution                              | 2002年4月13日 |
| ○    | ベッタ・ヨン | 5分2R終了 判定3-0        | Warriors Quest 4: Genesis                           | 2002年3月29日 |
| ○    | Tina Cassaro | 1R 3:09 Shoulder Crank   | Kage Kombat 11                                      | 1999年1月4日  |

### グラップリング
| 勝敗 | 対戦相手           | 試合結果 | 大会名                                 | 開催年月日    |
| ×    | キーラ・グレイシー | ポイント | アブダビコンバット【60kg未満級 1回戦】 | 2005年5月28日 |